# Tseax Cone
Pour les articles homonymes, voir Tseax.
Tseax Cone, Tseax River Cone ou Aiyansh volcano, est un cône volcanique de Colombie-Britannique, au Canada. Il culmine à 609 mètres d'altitude.
Il fait partie du parc provincial Nisga'a Memorial Lava Bed.